# Antonín Ostrčil
Antonín Ostrčil (8. května 1874 Smíchov u Prahy – 30. června 1941 Praha) byl český lékař, gynekolog, vysokoškolský profesor, odborný autor a pedagog.

## Život

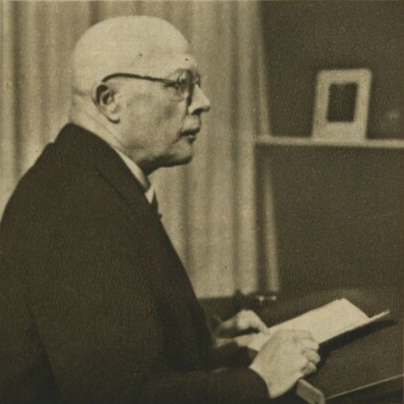
Antonín Ostrčil asi ve 30. letech (časopis Pestrý týden, 1941)

Narodil se v rodině smíchovského lékaře MUDr. Josefa Ostrčila (1843–1897) a matky Eleonory, rozené Kallabové (1848–??). Měl tři sourozence, bratr Josef) se rovněž stal lékařem jako jejich otec.
Po vychození obecné školy a gymnázia vystudoval Lékařskou fakultu Karlo-Ferdinandovy univerzity v Praze, kde promoval roku 1898. Roku 1906 se stal asistentem na klinice MUDr. Václava Rubešky. Podnikl studijní a vědecké cesty po Francii a Německu a po návratu roku 1907 habilitoval z gynekologie
Po vzniku Československa byl postaven do čela odborných klinik brněnské Masarykovy univerzity, kde působil do roku 1926. Následně pak provozoval soukromou gynekologickou kliniku v Praze.
Byl rovněž autorem oborové literatury, ve svých odborných pracích orientovaných především na gynekologii.

### Úmrtí
Antonín Ostrčil zemřel 30. června 1941 v Praze ve věku 67 let.

### Rodina
Jeho bratrem byl hudební skladatel a dirigent Otakar Ostrčil.